# HD 19268
HD 19268，又名BD+51 681，SAO 23825、HR 930，是一颗恒星，视星等为6.31，位于銀經143.14，銀緯-5.21，其B1900.0坐标为赤經3h 0m 52.8s，赤緯+51° -5.21′ 41″。